# .kp
.kp este un domeniu de internet de nivel superior (ccTLD) rezervat pentru Coreea de Nord. Domeniul a fost activat 2007-09-11